# Normick Perron
Pour les articles homonymes, voir Perron.
Normick Perron était une entreprise incorporée québécoise née de la fusion de deux petites entreprises familiales de l'Abitibi-Témiscamingue H. Perron & fils et J.H. Normick.
L'entreprise évoluait dans l’industrie du bois d’œuvre. Normick Perron Inc. a eu plusieurs usines dans différentes villes du Québec et du Nord de l'Ontario telles que La Sarre, Amos, Senneterre, Cochrane et Kirkland Lake. En 1979, elle s’associe avec Donohue Inc. (en), pour construire une usine de papier journal à Amos. L'entreprise fut racheté par le groupe Noranda en 1989. Au cours des années 1980, l'entreprise devient le plus gros producteur de bois de sciage de l'Est du Canada.

## Historique
La première scierie est fondée en 1939 à Val-Paradis par Henri Perron, sous-traitant forestier. Avec le temps, Les entreprises Perron prospèrent et deviennent un acteur important de l'industrie du bois d'œuvre régional. À la suite d'un incendie, la scierie de Val-Paradis est reconstruite et modernisée. En 1955, Henri Perron fait l'acquisition d'une scierie à Villebois, puis, l'année suivante, d'une usine de bois contre-plaqué à La Sarre. En 1963, l'entreprise bien implantée en Abitibi implante une deuxième usine de bois contre-plaqué à Cochrane en Ontario. Au cours de la décennie, l'entreprise centralise ses activités à La Sarre. 
En 1973, l'entreprise Perron fusionne avec l'entreprise J,H. Normick, de La Sarre. Le groupe prend le nom de Normick Perron. Au cours des années suivantes, l'entreprise continue son expansion et sa diversification en rachetant des scieries et des usines de contre-plaqués à Amos, Senneterre, Beattyville et Kirkland Lake. Le groupe s'étend aussi au Québec en rachetant une usine de panneaux gauffrés à Forepan et en construisant une autre à Chambord. Normick Perron devient, au cours des années 1980, la plus importante entreprise de sciage de l'Est canadien. Le groupe se lance dans les pâtes et papiers et s'allie avec Donohue Inc. pour fonder une usine de papier journal à Amos. Elle ouvre ses portes en 1982.
L'entreprise Normick Perron est finalement intégrée au groupe Noranda en 1994, sous le nom de Norbord.

## Toponymie
L'entreprise donne son nom à l'île Moukmouk en Abitibi. De 1957 à 1980, celle-ci est la propriété de l'entreprise qui en fait un milieu de villégiature pour ses visiteurs d'affaires. 